# 鶴谷智生
鶴谷 智生（つるや ともお、1965年7月18日 - ）は、日本のドラマー、パーカッション奏者、音楽プロデューサー。

## 経歴・人物
新潟市出身。楽器や演奏に興味を持ち始めたのは中学生の頃。ラジオのエアチェックを通じて洋楽に興味を持つようになった一方、テレビでは「ザ・ベストテン」を見ていた。YMOを見て校旗の軸をドラムのスティックに見立ててドラムの真似をしたり、ベニヤ板にマジックペンで鍵盤の絵を描いてキーボードの真似をしたり、音楽の先生にこっそりフォークギターのスリーフィンガーを教えてもらっていた。中学卒業イベントでバンドを組み、チープ・トリック、レインボー、ディープ・パープル、ザ・ナックなどを披露。ただし、この頃はまだドラムの演奏はしておらず、ドラムの上手い友人の兄を見て「あんなの絶対にできないなあ」と思っていたという。
高校入学後、ギターをやりたくてブラスバンド部に入部したが、すでにギターの上手い先輩がいたため「お前の出番はない」と言われ、その先輩にドラムを教えてもらったのがきっかけでドラムを始める。鶴谷は「教える人がちゃんといて、習ったことが発揮できる機会があれば最初の3ヶ月の上達曲線はすごい角度で伸びていく。楽しいから続ける。最初にはもどかしさがあるが、一過性のもの」と語っている。
最も影響を強く受けたミュージシャンとしてフランク・ザッパを挙げている。楽曲の各パートを全部口ずさめるくらいに覚えたといい、「ドラマーとして、特にいろんなことをやりたいドラマーにとって、『あの人の音楽をやる』ということは、本当に冥利というか、至福の極み」とまで心酔している。ドラマーではザッパのバンドのドラムスだったテリー・ボジオを第一に挙げている。このほか、ポリス、ジャパン、バービーボーイズは今でもよく聴くといい、「音楽に甲乙はつけられないけど、特に高校時代、学生時代に聴いた音楽、いわゆるゴールデン80sにかなうものはないなあ」と語っている。
1984年、カナダ・バンクーバーに留学。
帰国後、1987年に池頼広らとともにAIKE BANDに加入、プロデビュー。以後、現在に至るまでさまざまなバンドやアーティストのサポートメンバー、スタジオミュージシャンとしてレコーディングやライブで活躍。
オマー・ハキム、デニス・チェンバース、スティーヴ・スミス、ビル・ブルーフォード、スティーブ・ガッド、ジェフ・ポーカロ等、ドラムを師事した一流ドラマー多数。鶴谷はポリシーとして「特定の人の弟子になったりスクールに通うのが上達の最短距離だと分かっているが、自分には平凡な多数派の生き方に思えた。如何に回り道をするか、どれだけ人と違う道を歩くかが自分の個性を作るポイントだと思った」という。話を聞いたりドラムを教えてもらったのはほとんど日本だといい「そう考えると東京って便利だよね」と語っている。また、『Jazz Life』や『ドラム・マガジン』などの雑誌でインタビューアーとして多くの海外アーティストの取材も行っている。その中でデイヴ・ウェックルやヴィニー・カリウタには取材を通じてセミナーを受け、大いに勉強になったという。ジェフ・ベック来日時にバンドメンバーとして帯同来日したテリー・ボジオにも会ったことがあるが、このときはインタビューするとか教えてもらうというよりも「アイドル意識のほうが強かった」「会って話せただけで天にも昇る気持だった」といい、ベックのライブの時はギターアンプの裏で「膝を抱えて拝聴していた（鶴谷）」という。このほか、日本ではPearlの夏季合宿でつのだ☆ひろのセミナーに参加したことが為になったと語る。
2003年より「trYst」プロジェクトを主催。ライブツアー、映像との同期演奏などさまざまなアイディアを盛り込み、ほぼ年1シリーズのペースで活動している。
松香フォニックス研究所より出版されている英語教材のCD制作・プロデュースを担当。十数作が刊行されている。

## 使用楽器
- Pearl Drum Set
- Sabian Cymbals

## プレースタイル
自他ともに認めるオールラウンドプレーヤー。その原点はやはりザッパにあるといい、「彼の音楽はジャズやロックからレゲエ、現代音楽、交響曲まである。それらを一まとめにして同じステージで演奏できることが痛快」と語っている。また、「形状記憶合金みたいに、スタイルを保とうとする"見えざる力！"に対して敢えて反発しよう、という欲望があるかも知れない。いろいろとやってくるうちに、“自分はこういうスタイル”と思った時点で、成長が止まるような気がした。だから、なるべく出来ないことにチャレンジし続けようとする自分がいる。」「親がジャズ・ドラマーだというような強いバックボーンがあるのでなければ、一種目を看板にして掲げること自体不条理だと思う。自分のルーツはザッパならば、まんべんなくいろんなことやるのも筋じゃないかと」とも語っている。

## レコーディング・ライブ参加アーティスト
- akiko
- ASKA
- 五輪真弓
- 伊東たけし (T-SQUARE)
- 今井美樹
- 岩崎宏美
- 上田正樹
- 上野耕路
- EXILE ATSUSHI
- 大橋純子
- 織田裕二
- 小野塚晃
- かとうあすか
- 桑田佳祐
- ゴスペラーズ
- ゴスペラッツ
- coba
- 小林香織
- 近藤等則
- 坂本真綾
- 佐藤竹善
- JET-DAN
- 島田歌穂
- ジャック・リー
- 住友紀人
- 高崎晃 (LOUDNESS)
- Chage
- Chicken Shack
- 寺尾聰
- 土岐麻子
- NAOTO
- 永井"ホトケ"隆
- Natural Calamity
- 夏川りみ
- ナナムジカ
- 丹羽勝海
- パール兄弟
- バカボン鈴木
- 早川えみ
- 日野皓正
- 平井堅
- 平原綾香
- 福山雅治
- 藤あけみ
- 布袋寅泰
- ポルノグラフィティ
- 溝口肇
- 南佳孝
- 村井秀清
- 八神純子
- 山岸潤史
- Ryu
- 渡辺真知子

他多数。『music fair 21』等、TV音楽番組のバック演奏も多数出演している。

## 参照
1. 1 2 3 4 5  鶴谷智生インタビュー